# Tukums
Tukums (Ausspracheⓘ; deutsch Tuckum) ist eine Stadt in Lettland 66 km westlich von Riga. Im Jahre 2022 zählte Tukums 16.481 Einwohner.

## Geschichte
Der Ortsname, erstmals 1253 schriftlich erwähnt, stammt aus der livischen Sprache. Dieser Volksstamm besiedelte, vermischt mit den Kuren, das Gebiet im 13. Jahrhundert, als die Ritter des Schwertbrüderordens eintrafen. 1445 bestand ein durch Hakelwerk geschützter Marktflecken. 1546 wurde die Reformation durchgeführt.
Unter Kaiserin Katharina II. wurde Tuckum 1795 Kreisstadt. Es setzte wirtschaftlicher Aufschwung ein. 1863 zählte die Stadt 3398 Einwohner, darunter 1802 Juden (= 53 %), 970 Deutschbalten, 492 Letten, 114 Russen oder Weißrussen und 20 Angehörige anderer Nationen. 1860 gab es gepflasterte Straßen und 1875 Straßenbeleuchtung. 1877 wurde die Eisenbahnlinie Riga–Tuckum mit dem heutigen Bahnhof Tukums I eröffnet, 1897 der Bahnhof Tukums II. Im Revolutionsjahr 1905 stellte die zionistische Bewegung Poale Zion eine Kampfgruppe zum Schutz der jüdischen Einwohner vor Pogromen auf; die Bundisten beteiligten sich an der lettischen Volksmiliz. Während der Kämpfe und vor allem bei der grausamen Niederschlagung des Aufstandes durch russische Truppen kamen 120 Menschen zu Tode. Im Ersten Weltkrieg war Tukums von 1915 an deutsch besetzt. 1923 bekam die Stadt elektrischen Strom.
Im Zweiten Weltkrieg fanden im Herbst 1944 bei Tukums schwere Kämpfe statt, als Einheiten der Wehrmacht die Verbindungen zur östlich stehenden Heeresgruppe Nord freikämpften. 1945 war Tukums Teil des Kurland-Kessels.
In der sowjetischen Zeit blieb Tukums ein Kreiszentrum. Die Stadt beherbergte einen Luftwaffenstützpunkt der Roten Armee.

## Wappen
Beschreibung: In Silber ein grüner Berg mit drei grünen Tannen.

## Bauwerke und Sehenswürdigkeiten
- Burgturm, ältestes Gebäude der Stadt, Überrest der Ordensburg Tuckum des Livländischen Ordens, errichtet Anfang des 14. Jahrhunderts, seit 1995 Stadtmuseum
- Evangelisch-lutherische Dreifaltigkeitskirche, 1644 erbaut
- Orthodoxe Kirche St. Nikolaus, erbaut 1871
- Katholische Kirche St. Stephan, von 1893 bis 1896 errichteter neugotischer Backsteinbau
- Kunstmuseum Tukums, das älteste Kunstmuseum Lettlands außerhalb von Riga[4]
- Profanierte Synagoge von 1866, nach dem Zweiten Weltkrieg umgebaut
- Denkmal am Güterbahnhof zum Gedenken der Deportierten, die von dort 1941 und 1949, während der sowjetischen Besetzung Lettlands, verschleppt wurden, mit den in die Schienen eingravierten Namen der Deportationsorte
- Herrenhaus Durben (Durbes muiža), erbaut im 18. Jahrhundert, im 19. Jahrhundert erweitert, jetzt vom Tukums-Museum genutzt

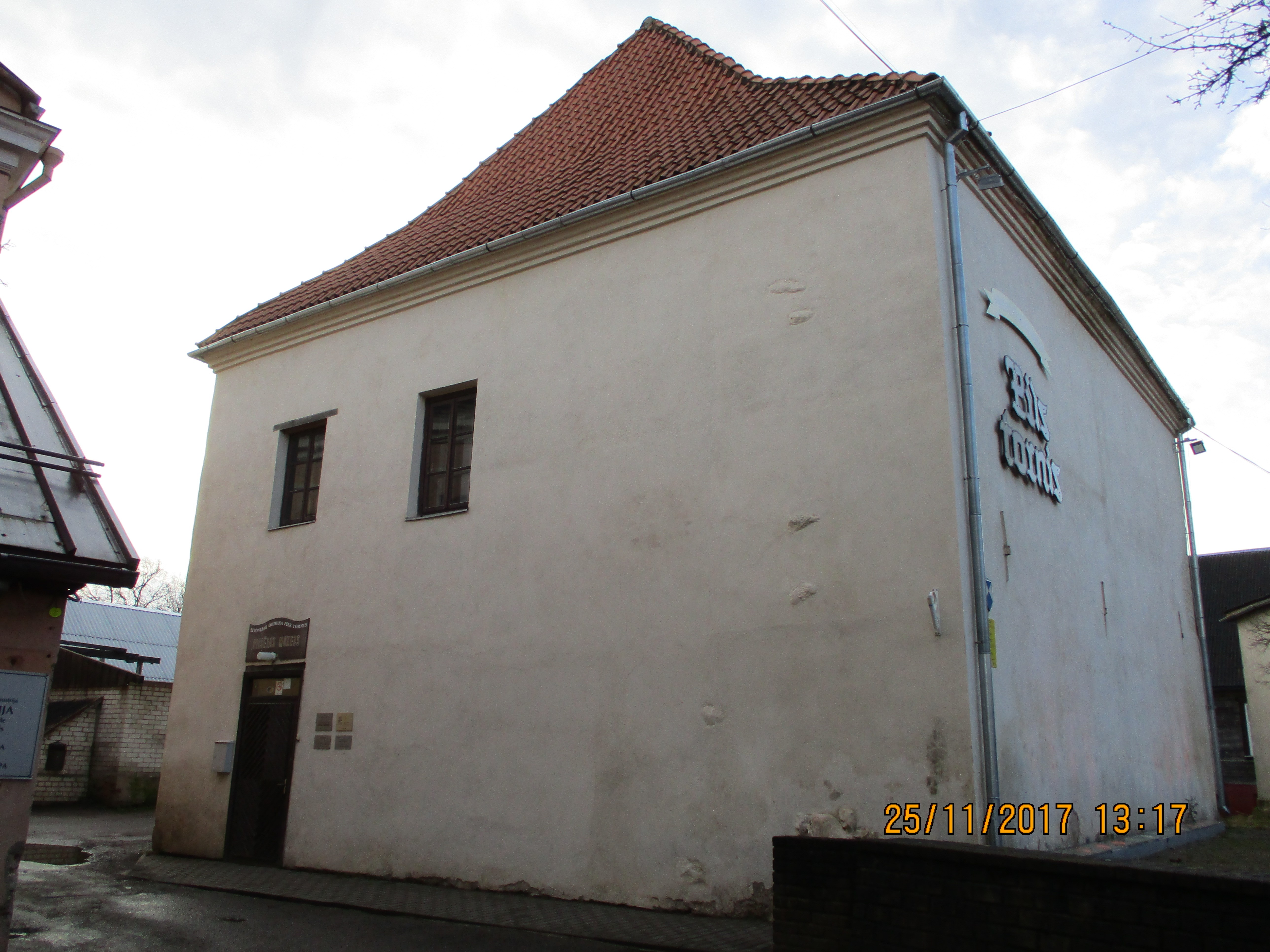
Burgturm
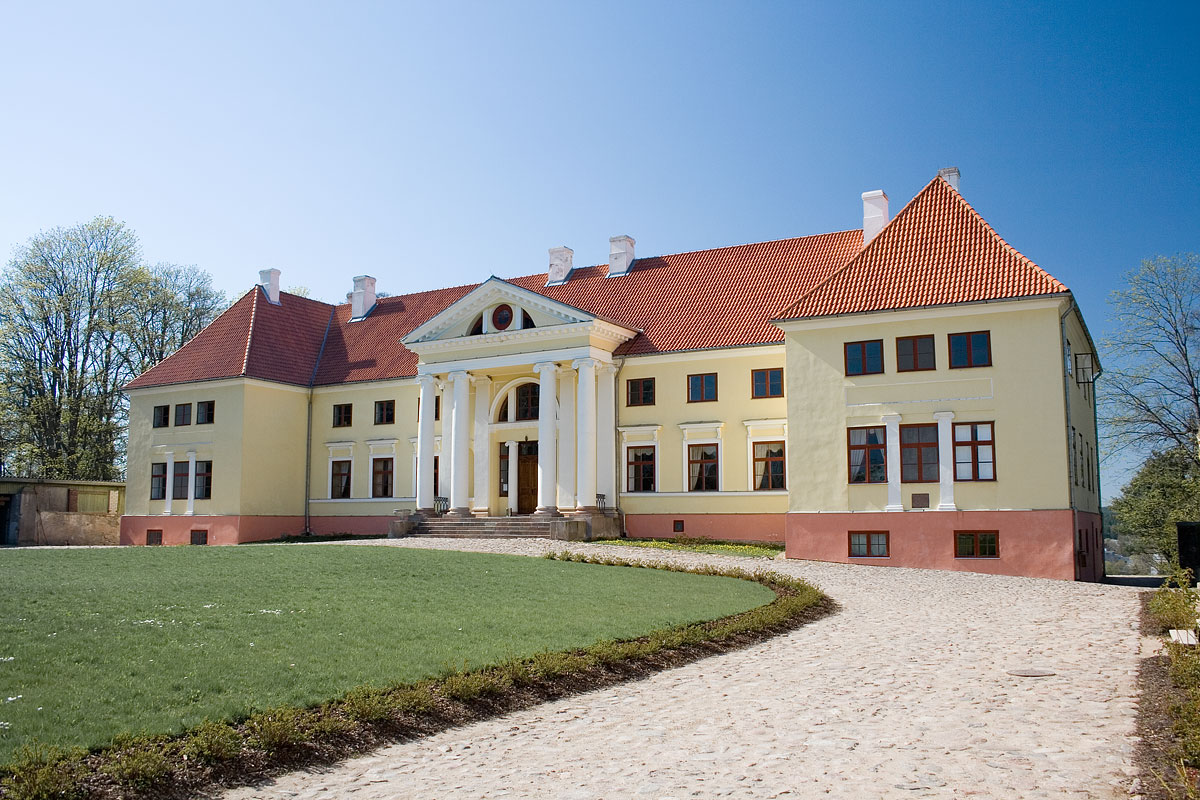
Herrenhaus Durben
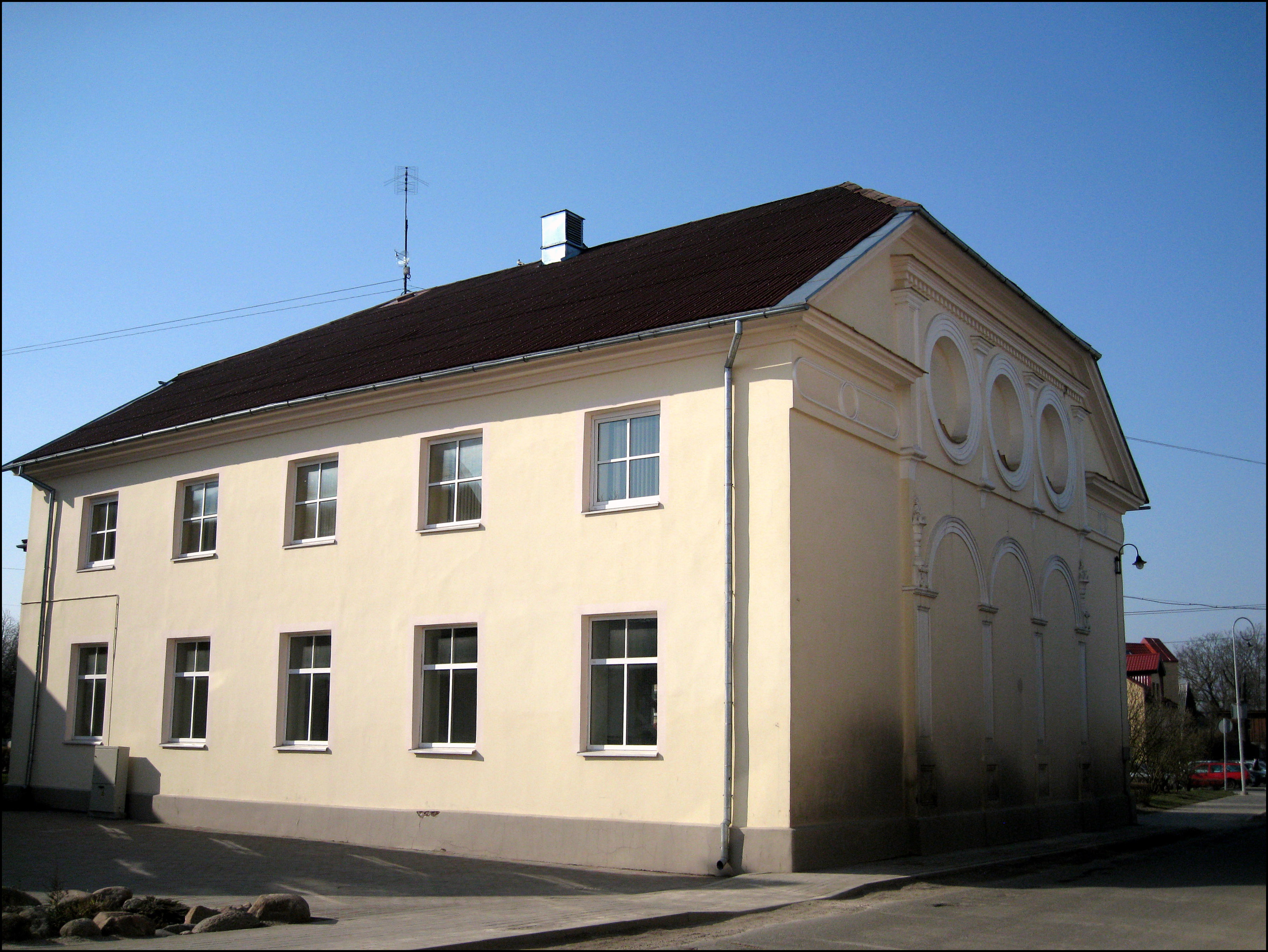
Profanierte Synagoge von Tukums
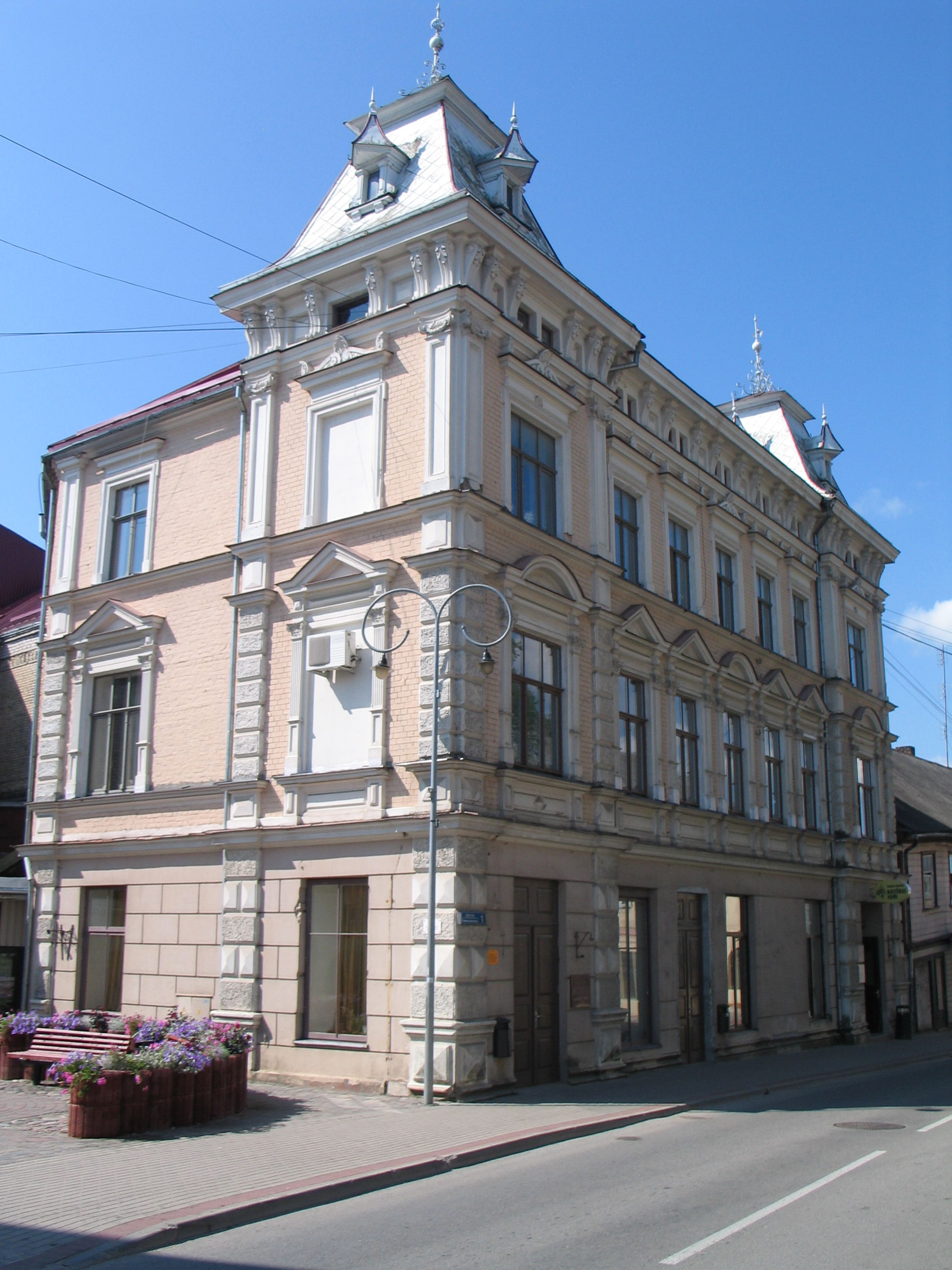
Kulturhaus Tukums
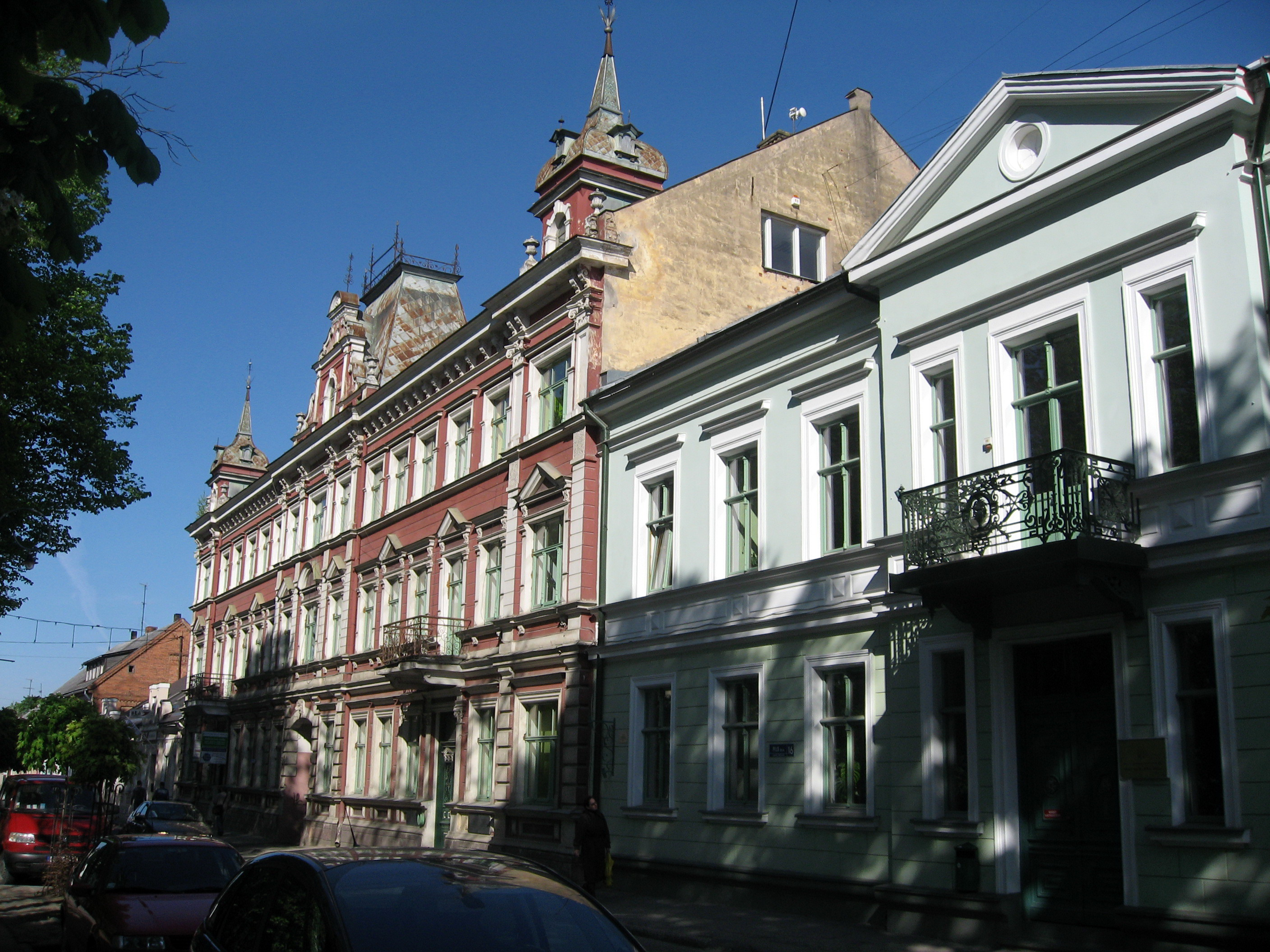
Pils iela
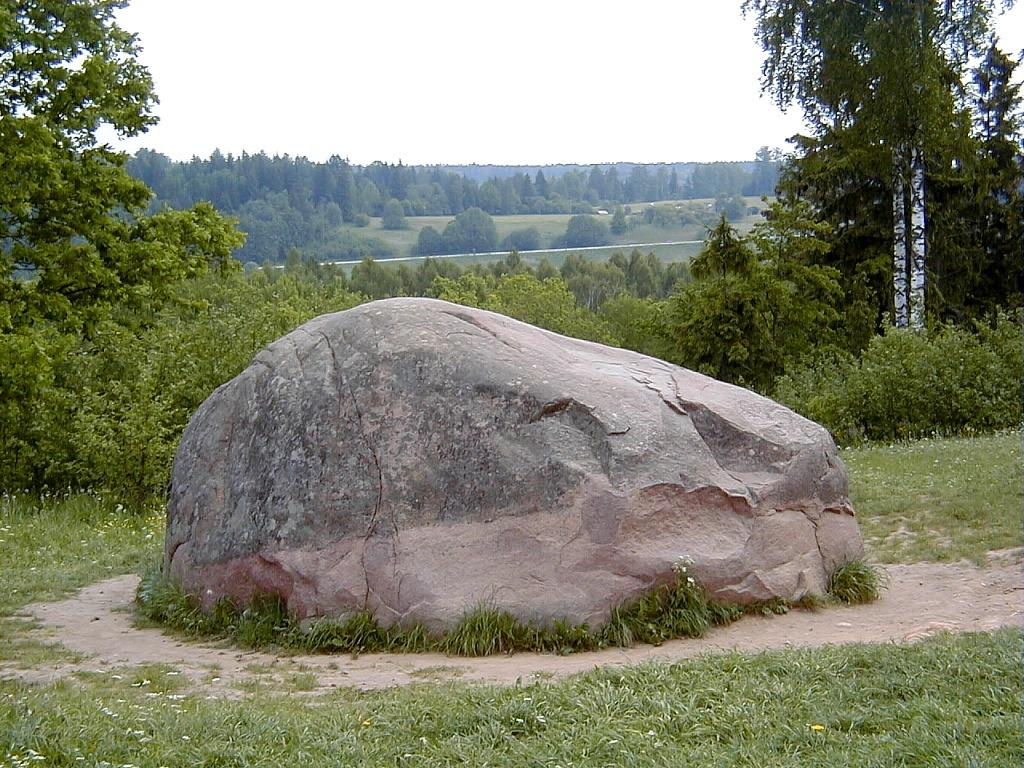
Findling Abavas Velnakmens
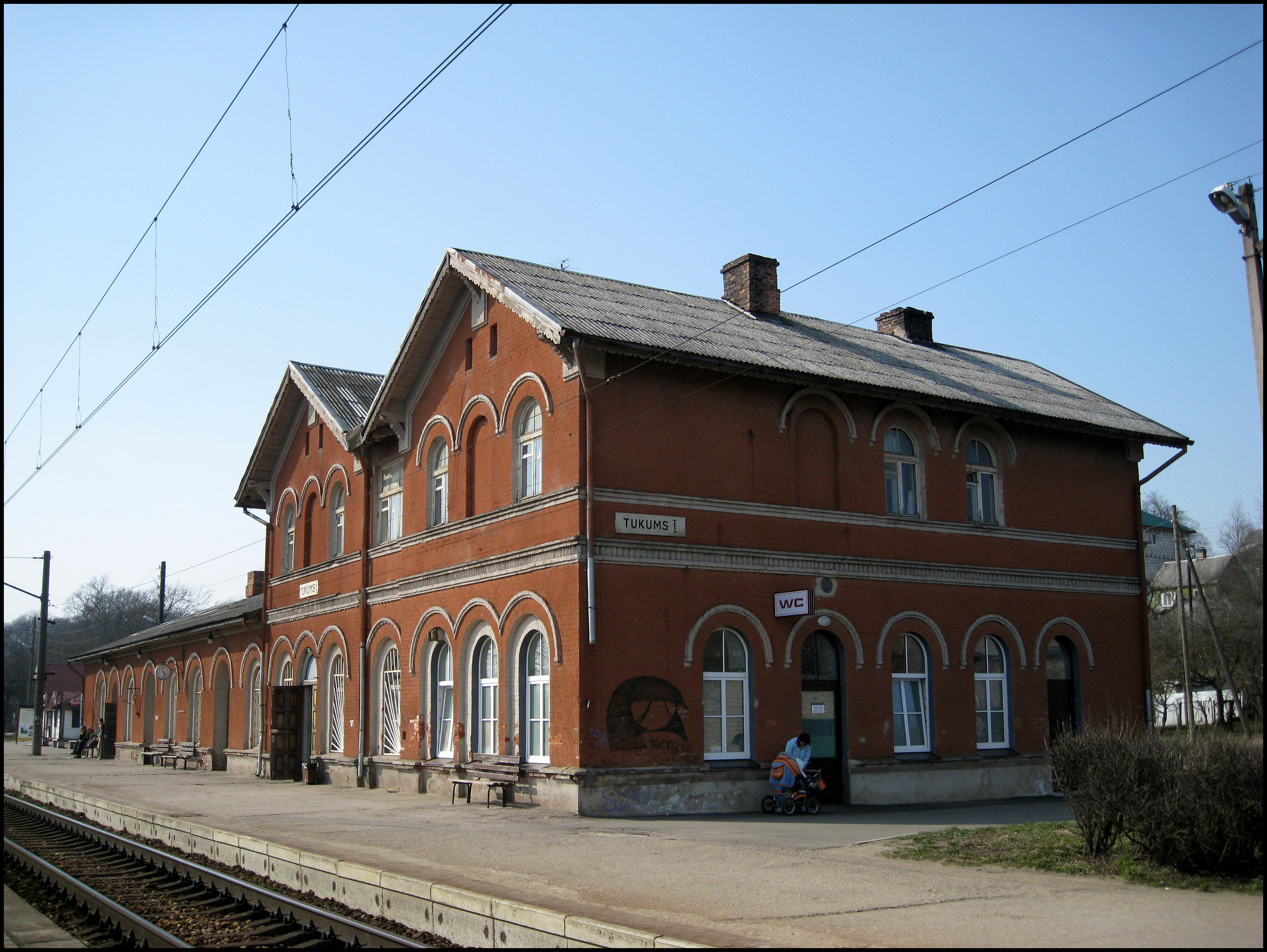
Bahnhof Tukums I
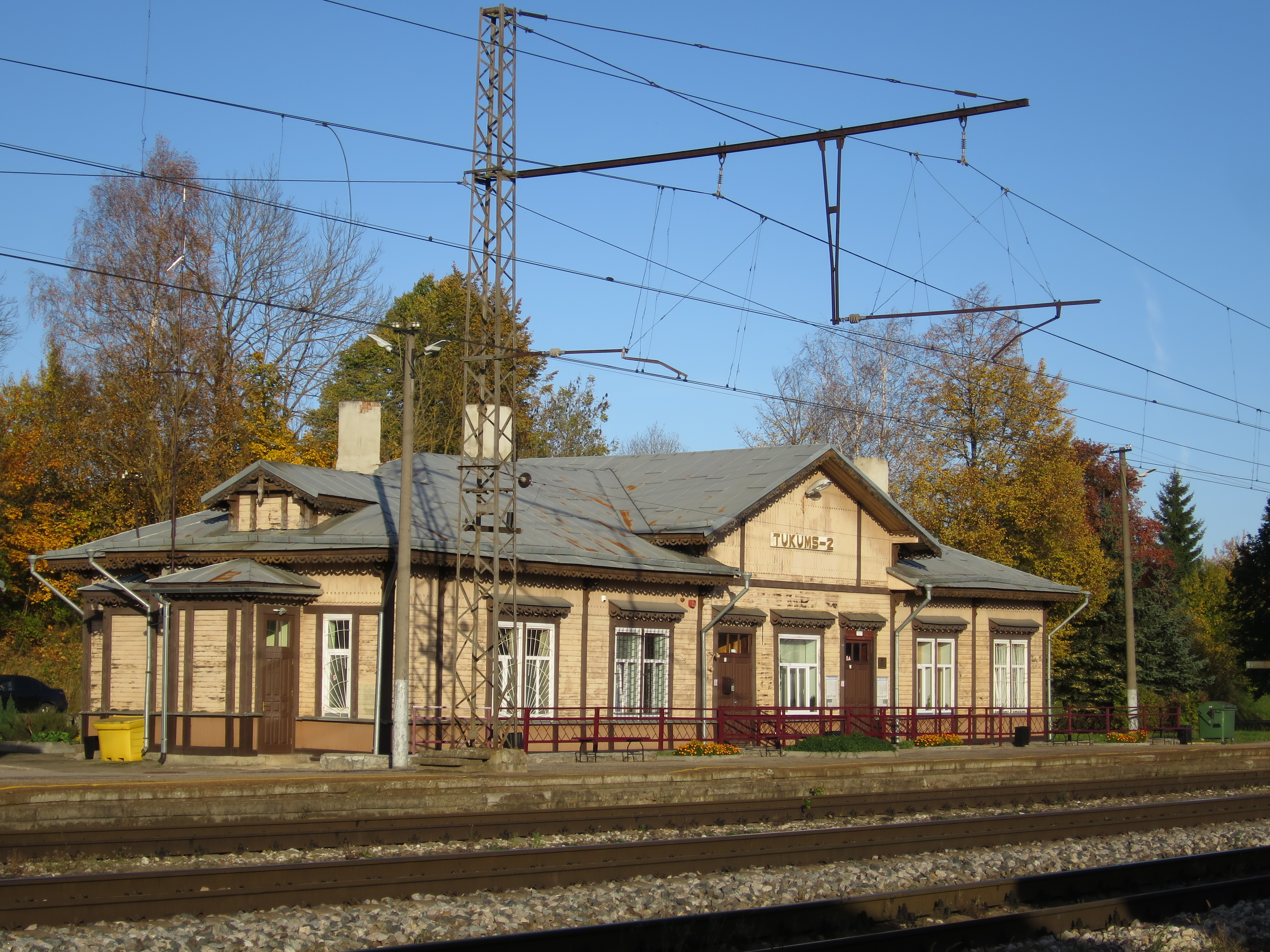
Bahnhof Tukums II

## Bildungseinrichtungen
In der Stadt gibt es eine Hochschule, ein Gymnasium, zwei Mittelschulen, eine Abendschule, drei Grundschulen, eine Kunstschule, eine Musikschule und eine Sportschule.

## Söhne und Töchter der Stadt
- Otto August Rosenberger (1800–1890), deutscher Astronom
- Alexander von Boetticher (1812–1893), deutscher Ingenieur, Erbauer des Rigaer Hafens, Geheimrat
- Karl Dannenberg (1832–1892), deutsch-baltischer Pädagoge
- Adolf Behrman (1876–1943), polnischer Maler und Zeichner des Post-Impressionismus und der Verschollenen Generation
- Mordechai Nurock (1884–1962), jüdischer Politiker
- Kurt Stavenhagen (1884–1951), deutsch-baltischer Philosoph
- Ādolfs Bļodnieks (1889–1962), Politiker
- Brūno Kalniņš (1899–1990), sozialdemokratischer Politiker und Historiker
- Alexis Freiherr von Roenne (1903–1944), deutscher Offizier und Widerstandskämpfer
- Georges Dancigers (1908–1993), russisch-französischer Filmproduzent
- Georgs Andrejevs (1932–2022), lettischer Politiker
- Dainis Kūla (* 1959), Leichtathlet
- Kaspars Ozers (* 1968), Radrennfahrer
- Ritvars Rugins (* 1989), Fußballspieler
- Elza Gulbe (* 1993), Ruderin
- Aurēlija Šimkus (* 1997), Pianistin und Komponistin

## Partnerstädte
Tukums unterhält mit folgenden Städten und Orten eine Städtepartnerschaft:
- Tidaholm (Schweden) (seit 1992)
- Scheeßel (Deutschland) (seit 1992)
- Plungė (Litauen) (seit 1996)
- Krasnogorsk (Russland) (seit 1996)
- Bnei Ayish (Israel) (seit 2000)
- Isjum (Ukraine) (seit 2003)
- Chennevieres (Frankreich) (seit 2004)
- Karelitschy (Belarus) (seit 2005)
- Andrychów (Polen), seit 2008

## Bezirk Tukums
2009 schloss sich die Stadt mit 10 umliegenden Gemeinden des ehemaligen Landkreises zu einem Verwaltungsbezirk (Tukuma novads) zusammen. (Siehe auch: Verwaltungsgliederung Lettlands) 2022 zählte die Bezirksgemeinde 43.692 33.396 Einwohner.